# Irish Coercion Acts
Les Irish Coercion Acts sont une série de lois britanniques étalées de 1801 à 1922 destinées au « rétablissement de l'ordre » en Irlande. Elles furent parmi les lois les plus critiquées de ce siècle.
Le Coercion Act de 1817 abolit l’Habeas corpus.
En 1844-1847, Robert Peel échoua à en faire voter une nouvelle dans le cadre de la famine de la pomme de terre.
Les Coercion Acts les plus célèbres et les plus stricts furent ceux votés en 1881du temps du gouvernement Gladstone. Ils furent aussi les plus critiqués et une des causes du Bloody Sunday (1887).